# Paul Yoshigoro Taguchi
Paul Yoshigoro Taguchi ( 五郎 口 芳 五郎 Taguchi Yoshigoro, 20 de julho de 1902 - 23 de fevereiro de 1978) foi um prelado japonês da Igreja Católica Romana. Ele serviu como arcebispo de Osaka de 1941 até sua morte em 1978, e foi elevado ao cardinalato em 1973.

## Biografia
Taguchi nasceu em Sotome, Nagasaki (agora parte da cidade de Nagasaki). Após a graduação da Universidade Sapientia, agora St. Thomas University, Japão, estudou na Pontifícia Universidade Urbaniana e Pontifical Athenaeum S. Apollinare em Roma, onde foi ordenado ao sacerdócio em 22 de dezembro de 1928. Depois de terminar seus estudos em 1931, ele retornou à Arquidiocese de Tóquio, onde atuou como professor de seminário e diretor-geral do Catholic Press Center até 1936. De 1936 a 1940, ele foi Secretário da Delegação Apostólica no Japão.
Em 25 de novembro de 1941, Taguchi foi nomeado bispo de Osaka pelo papa Pio XII. Ele recebeu sua consagração episcopal no seguinte 14 de dezembro de Delegado Apostólico no Japão Arcebispo Paolo Marella, com o Arcebispo Peter Doi e bispo Johannes Ross, SJ servindo como co-consagradores, na Catedral de Tóquio. Ele participou do Concílio Vaticano II de 1962 a 1965, e foi promovido ao posto de arcebispo metropolitano em 24 de julho de 1969. Também atuou como presidente da Conferência Episcopal Japonesa de 1970 a 1978. O Papa Paulo VI criou-o Cardeal Sacerdote de S. Maria in Via no consistório de 5 de março de 1973.
Taguchi morreu em Osaka, aos 75 anos; ele está enterrado na Catedral da Bem-Aventurada Virgem Maria, Osaka.
Sua escrita mais acessível em inglês é "O estudo da Sagrada Escritura".